# Io... mio figlio e la fidanzata
Io... mio figlio e la fidanzata (Les Tortillards) è un film del 1960 diretto da Jean Bastia.

## Trama
Per amore di Suzy, figlia del direttore delle grandi tournée Beauminet, Gerard, figlio di Émile Durand, creatore della polvere insetticida "Cicéron", lascia la famiglia e segue l'amata allegramente sui trenini locali che mantengono i contatti tra le varie località degli spettacoli.
A poco a poco, tutti i membri del clan "Durand", tra cui lo stesso irascibile Émile, rimarranno affascinati dalla fantasia e buon umore delle troupe e verranno anche incoraggiati a debuttare nel répertoire.